# Charles Dudley
Charles Dudley (Harrisburg, 5 marzo 1950) è un ex cestista statunitense, professionista nella NBA.

## Carriera
Venne selezionato dai Golden State Warriors al quinto giro del Draft NBA 1972 (76ª scelta assoluta).

## Palmarès
- Campionato NBA: 1

Golden State Warriors: 1975